# Britská hokejová reprezentace

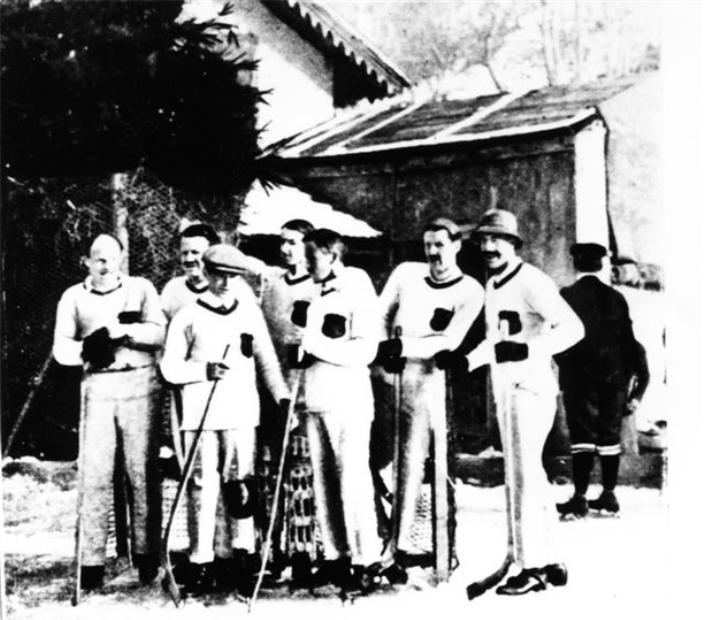
První mistři Evropy - hokejový tým Británie.

Britská hokejová reprezentace patří mezi národní reprezentace v ledním hokeji. Tým vznikl v roce 1908, první zápas sehrál o rok později. Velká Británie byla velice silná v první polovině dvacátého století, po 2. světové válce hrála většinou ve skupině B/ I. divizi. Roku 2018 vyhrála turnaj divize IA a od roku 2019 tak znovu hrála v elitní skupině mistrovství světa. V roce 2022 z elitní skupiny britská reprezentace sestoupila, ale po roce se dokázala díky vítězství na domácím turnaji divize IA vrátit zpátky do elitní skupiny. 
Proti československé hokejové reprezentaci hrála Velká Británie několik utkání zejména v meziválečném období a těsně po 2. světové válce, ale historicky první utkání proti České republice sehrála britská reprezentace až 29. května 2021 v Rize v rámci MS 2021 a prohrála 1:6.

## Historické výsledky

### 1989 až 2000
| Rok                      | Místo turnaje | Umístění           |
| ------------------------ | ------------- | ------------------ |
| MS 1989 – skupina D      |               | 3. místo           |
| MS 1990 – skupina D      |               | (postup)           |
| MS 1991 – skupina C      |               | 5. místo           |
| MS 1992 – skupina C      |               | (postup)           |
| MS 1993 – skupina B      |               | (postup)           |
| MS 1994 – Elitní skupina |               | 12. místo (sestup) |
| MS 1995 – skupina B      |               | 7. místo           |
| MS 1996 – skupina B      |               | 4. místo           |
| MS 1997 – skupina B      |               | 6. místo           |
| MS 1998 – skupina B      |               | 6. místo           |
| MS 1999 – skupina B      |               | 2. místo           |
| MS 2000 – skupina B      |               | 3. místo           |

### 2001 až 2011
- po reorganizaci vznikly divize pro týmy z nižších úrovní, ve kterých byly skupiny A a B rovnocenné

| Rok                | Místo turnaje | Umístění             |
| ------------------ | ------------- | -------------------- |
| MS 2001 – Divize I | Slovinsko     | (skupina B)          |
| MS 2002 – Divize I | Maďarsko      | 4. místo (skupina B) |
| MS 2003 – Divize I | Chorvatsko    | 5. místo (skupina B) |
| MS 2004 – Divize I | Norsko        | 5. místo (skupina A) |
| MS 2005 – Divize I | Maďarsko      | 4. místo (skupina A) |
| MS 2006 – Divize I | Francie       | 5. místo (skupina A) |
| MS 2007 – Divize I | Slovinsko     | 4. místo (skupina B) |
| MS 2008 – Divize I | Rakousko      | 4. místo (skupina A) |
| MS 2009 – Divize I | Polsko        | (skupina B)          |
| MS 2010 – Divize I | Slovinsko     | 4. místo (skupina B) |
| MS 2011 – Divize I | Ukrajina      | (skupina B)          |

### Od roku 2012
- po reorganizaci vznikly 4 divize, z toho Divize I a Divize II mají skupiny A a B; skupina A je vyšší soutěží než skupina B

| Rok                 | Místo turnaje                  | Umístění                         | Soupiska |
| ------------------- | ------------------------------ | -------------------------------- | -------- |
| MS 2012 – Divize IA | Slovinsko (Lublaň)             | 5. místo                         |          |
| MS 2013 – Divize IA | Maďarsko (Budapešť)            | 6. místo (sestup)                |          |
| MS 2014 – Divize IB | Litva (Vilnius)                | 4. místo                         |          |
| MS 2015 – Divize IB | Nizozemsko (Eindhoven)         | Stříbrná medaile                 |          |
| MS 2016 – Divize IB | Chorvatsko (Záhřeb)            | Stříbrná medaile                 |          |
| MS 2017 – Divize IB | Spojené království (Belfast)   | (postup)                         |          |
| MS 2018 – Divize IA | Maďarsko (Budapešť)            | (postup)                         |          |
| MS 2019             | Slovensko (Bratislava, Košice) | 13. místo                        | Soupiska |
| MS 2020             | Švýcarsko (Curych, Lausanne)   | Zrušeno kvůli pandemii covidu-19 |          |
| MS 2021             | Lotyšsko (Riga)                | 14. místo                        | Soupiska |
| MS 2022             | Finsko (Helsinky, Tampere)     | 16. místo (sestup)               | Soupiska |
| MS 2023 – Divize IA | (Nottingham)                   | (postup)                         |          |
| MS 2024             | (Praha, Ostrava)               | 15. místo (sestup)               | Soupiska |
| MS 2025 – Divize IA | (Sfântu Gheorghe)              | (postup)                         |          |

## Dresy
| MS 2019 | MS 2022 |
|         |         |